# Kanton Leforest
Kanton Leforest (francouzsky Canton de Leforest) byl francouzský kanton v departementu Pas-de-Calais v regionu Nord-Pas-de-Calais. Tvořily ho čtyři obce. Zrušen byl po reformě kantonů 2014.

## Obce kantonu
- Courcelles-lès-Lens
- Dourges
- Évin-Malmaison
- Leforest